# Emmanuel Adebayor
Emmanuel Adebayor (* 26. února 1984, Lomé) je tožský fotbalový útočník a reprezentant, od ledna 2017 hráč klubu Olimpia Asunción.

## Klubová kariéra
Má nigerijské kořeny, ale pochází z Toga, kde také s fotbalem začínal v místním Sporting Club de Lomé. V jeho patnácti si ho vyhlédlo francouzské FC Méty, odkud se v roce 2003 stěhoval do AS Monako. Po třech letech strávených ve Ligue 1 přestoupil do Arsenalu, kde prožil báječnou první sezonu, kterou nakonec nezakončil titulem z ligy mistrů, Arsenal prohrál s Barcelonou 1:2. Na MS 2006 Adebayor moc nezazářil a Togo nepostoupilo ze základní skupiny. Následující sezona 2007/2008 byla pro Adebayora nejvydařenější, za Arsenal dokázal nastřílet 30 gólů a byl vyhlášen i nejlepším fotbalistou Afriky za rok 2008.
V Arsenalu strávil celkem 3,5 roku, ale po neshodách s fanoušky odešel v červenci 2009 do Manchesteru City za částku kolem 25 milionů liber. V lednu 2011 ho kvůli nedostatku útočníků angažoval na hostování Real Madrid. Jeho hostování se však po sezóně nezměnilo v přestup, a tak se vrátil do Manchesteru City, odkud posléze putoval na hostování to klubu Tottenham Hotspur. V sezóně 2011/12 se mu v dresu Tottenhamu daří, již třikrát dal v jednom zápase dva góly.
Hostování se v roce 2012 změnilo v přestup. V odvetě osmifinále Evropské ligy 2012/13 14. března byl účastníkem divokého zápasu v Miláně, který málem stál Tottenham postup. Inter Milán dokázal smazat třígólové manko z prvního utkání (3:0 pro Tottenham), nakonec o postupu anglického klubu do čtvrtfinále rozhodl v prodloužení svým gólem právě Emmanuel Adebayor. Tottenhamu k němu nezvykle stačila prohra 1:4. Obdobně ofenzivně laděný byl i první zápas čtvrtfinále proti švýcarskému celku FC Basilej. Švýcaři vedli v Londýně již 2:0, ale Adebayor a po něm Sigurdsson dokázali pro anglické mužstvo zachránit alespoň remízu 2:2. V odvetném zápase 11. dubna se neprosadil, zápas dospěl do penaltového rozstřelu, v němž byla úspěšnější Basilej v poměru 4:1. Tottenham ze soutěže vypadl.
V únoru 2020 jako volný hráč zamířil do paraguayského celku Olimpia Asunción.

## Individuální ocenění
- BBC African Footballer of the Year: 2007 [10]